# Elliptocytose héréditaire
 Mise en garde médicale
L'elliptocytose est une affection hématologique rare caractérisée par des anomalies du cytosquelette des hématies qui prennent une forme d'ellipse.
Il s'agit d'une maladie génétique à transmission autosomique dominante et résulte d'une mutation des gènes de protéines constituant le cytosquelette des hématies : alpha- ou béta-spectrines par exemple.
Les manifestations sont très disparates jusqu'à l'anémie hémolytique.
Le diagnostic repose sur l'examen du frottis sanguin qui contient plus de 15 % d'elliptocytes ou ovalocytes (hématies en ellipse).
Une splénectomie est nécessaire dans les formes graves.